# Drepanogynis umbrosa
Drepanogynis umbrosa är en fjärilsart som beskrevs av Claude Herbulot 1960. Drepanogynis umbrosa ingår i släktet Drepanogynis och familjen mätare. Inga underarter finns listade i Catalogue of Life.